# Cairns
För andra betydelser, se Cairns (olika betydelser).
Cairns är en stad med 122 731 invånare (2006)  vid Stillahavskusten i norra delen av Queensland i Australien. Cairns ligger 1 701 kilometer från Brisbane och 2 420 km från Sydney.
Staden grundades 1876 för guldletare på väg till guldfälten vid Hodgkingsonfloden och fick sitt namn efter Queenslands första guvernör William Wellington Cairns. Invånarantalet minskade när man fann en enklare rutt till och från Port Douglas. Framtiden säkrades dock när hamnen blev huvudhamn för exporten av sockerrör, guld, ädla metaller och jordbruksprodukter från den omgivande regionen. Staden växer för närvarande snabbt och är beroende av sockerindustrin och turismen.
Cairns är ett populärt turistmål för utländska turister tack vare sitt tropiska klimat och närheten till många turistattraktioner. Stora barriärrevet kan nås på under en timme med båt. Daintree nationalpark och Cape Tribulation, ca 130 km norrut, är populära områden om man vill uppleva tropisk regnskog. Det är också startpunkten om man vill utforska Cooktown, Kap Yorkhalvön och Athertons högplatå.
Staden har använt de naturliga omgivningarna till sin fördel  och skapat flera mindre temaparker för turister.

## Geografi

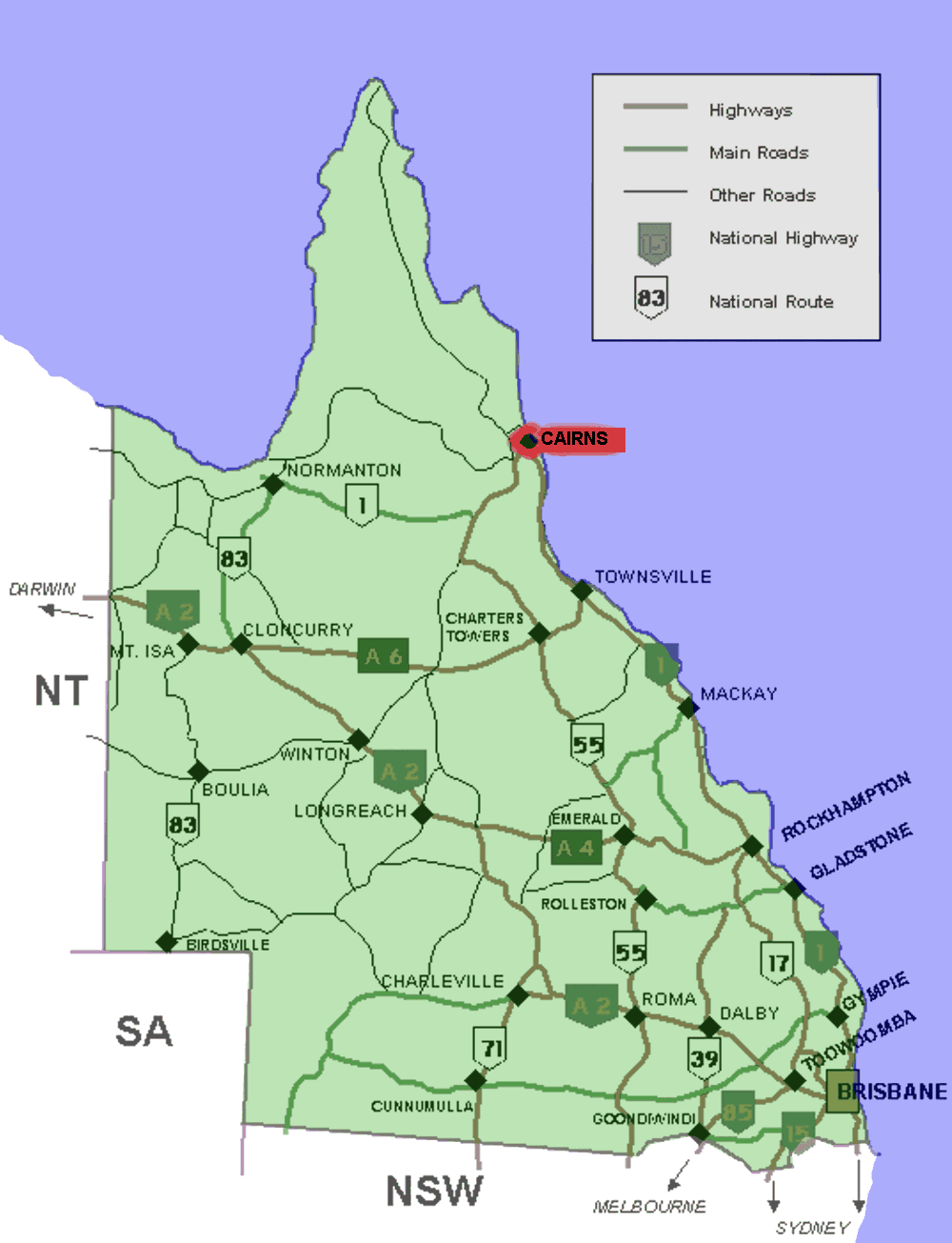
Karta över Queensland med Cairns rödmarkerat

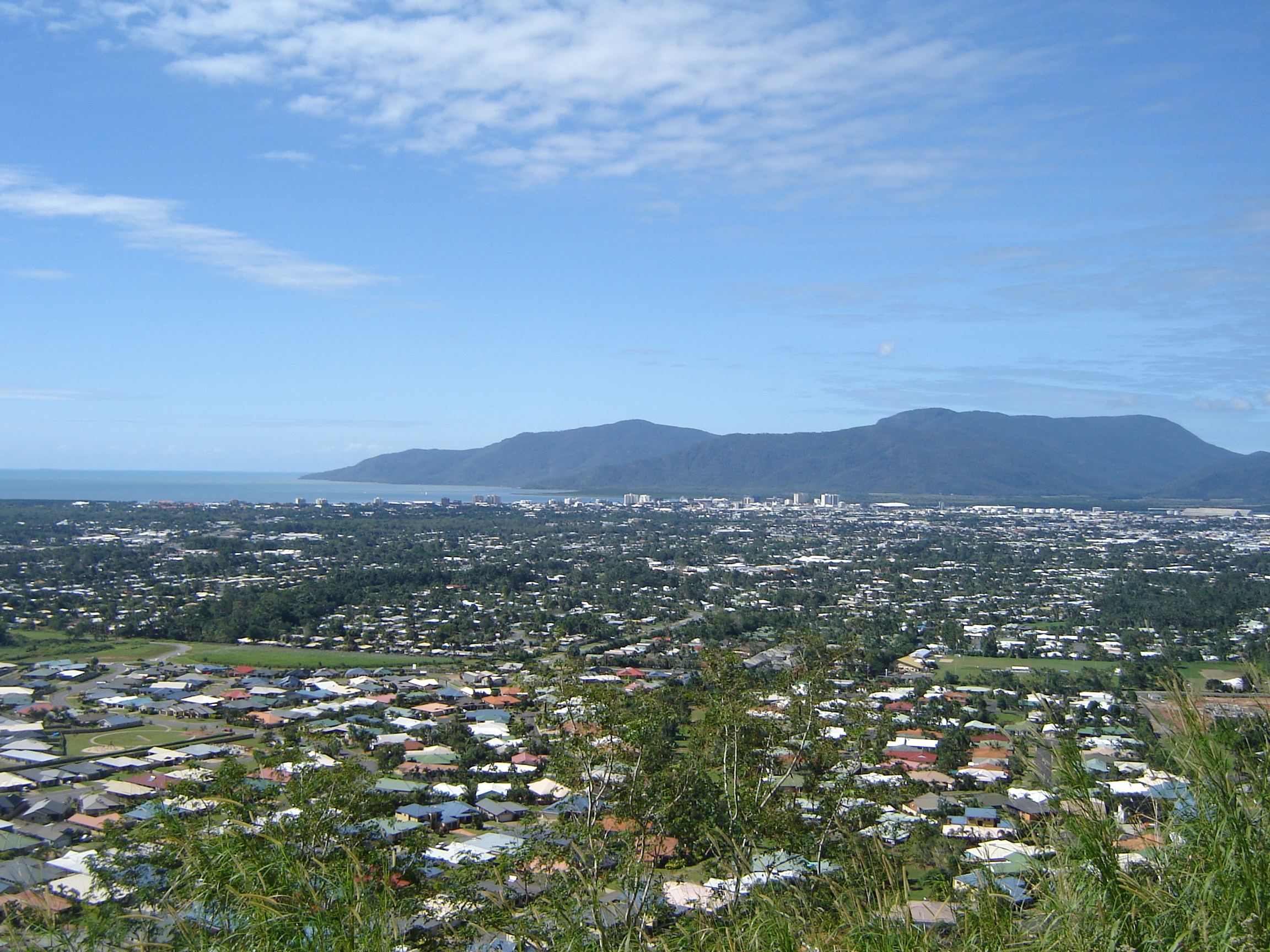
Cairns

Cairns ligger på östkusten av Kap Yorkhalvön på kuststräckan mellan Korallhavet och Great Dividing Range. Stadens norra del ligger vid Trinitybukten och de centrala delarna vid Trinityflodens utlopp. Några av förorterna ligger på flodslätter. Mulgravefloden och Barronfloden flyter inom stadens gränser, inte långt från centrum. Centrums strandremsa består av gyttja.

### Stadens uppbyggnad
Staden löper från söder vid Aloomba till norr vid Ellis Beach. Det är en sträcka på cirka 52 km  . Förorter byggs på mark som tidigare användes för sockerrörsodling . Många hus byggs på sluttningarna i de populära områden. Staden växer mycket snabbt.

## Klimat
|                                    | Jan   | Feb   | Mar   | Apr   | Maj  | Jun  | Jul  | Aug  | Sep  | Okt  | Nov  | Dec   | Helår  |
| ---------------------------------- | ----- | ----- | ----- | ----- | ---- | ---- | ---- | ---- | ---- | ---- | ---- | ----- | ------ |
| Genomsnittlig maxtemperatur (°C)   | 31.4  | 31.2  | 30.6  | 29.2  | 27.6 | 25.9 | 25.7 | 26.5 | 28.0 | 29.5 | 30.6 | 31.4  | 29.0   |
| Genomsnittlig minmitemperatur (°C) | 23.7  | 23.7  | 23.0  | 21.6  | 19.9 | 17.8 | 17.0 | 17.4 | 18.6 | 20.6 | 22.3 | 23.4  | 20.8   |
| Genomsnittlig nederbörd (mm)       | 385.0 | 448.5 | 419.5 | 202.1 | 92.2 | 47.2 | 29.3 | 27.7 | 33.8 | 39.2 | 92.2 | 179.8 | 1994.8 |
| Genomsnittligt antal regndagar     | 15.3  | 16.7  | 15.9  | 15.2  | 10.5 | 7.1  | 5.5  | 5.0  | 5.0  | 5.4  | 7.7  | 10.6  | 119.9  |
| Genomsnittligt antal klara dagar   | 3.8   | 2.6   | 4.0   | 5.0   | 6.7  | 8.7  | 9.9  | 11.6 | 12.4 | 11.8 | 7.9  | 5.6   | 90.0   |
| Genomsnittlig antal molniga dagar  | 16.1  | 17.3  | 16.3  | 14.0  | 12.5 | 10.3 | 9.8  | 7.5  | 5.6  | 5.3  | 7.5  | 11.7  | 133.9  |
| Källa: Bureau of Meteorology       |       |       |       |       |      |      |      |      |      |      |      |       |        |